# Mount Pollock
Mount Pollock är ett berg i Antarktis. Det ligger i Östantarktis. Nya Zeeland gör anspråk på området. Toppen på Mount Pollock är 2 640 meter över havet, eller 449 meter över den omgivande terrängen. Bredden vid basen är 1,8 km.
Terrängen runt Mount Pollock är bergig västerut, men österut är den kuperad. Trakten är obefolkad. Det finns inga samhällen i närheten.